# Galicyjskie Towarzystwo Łowieckie

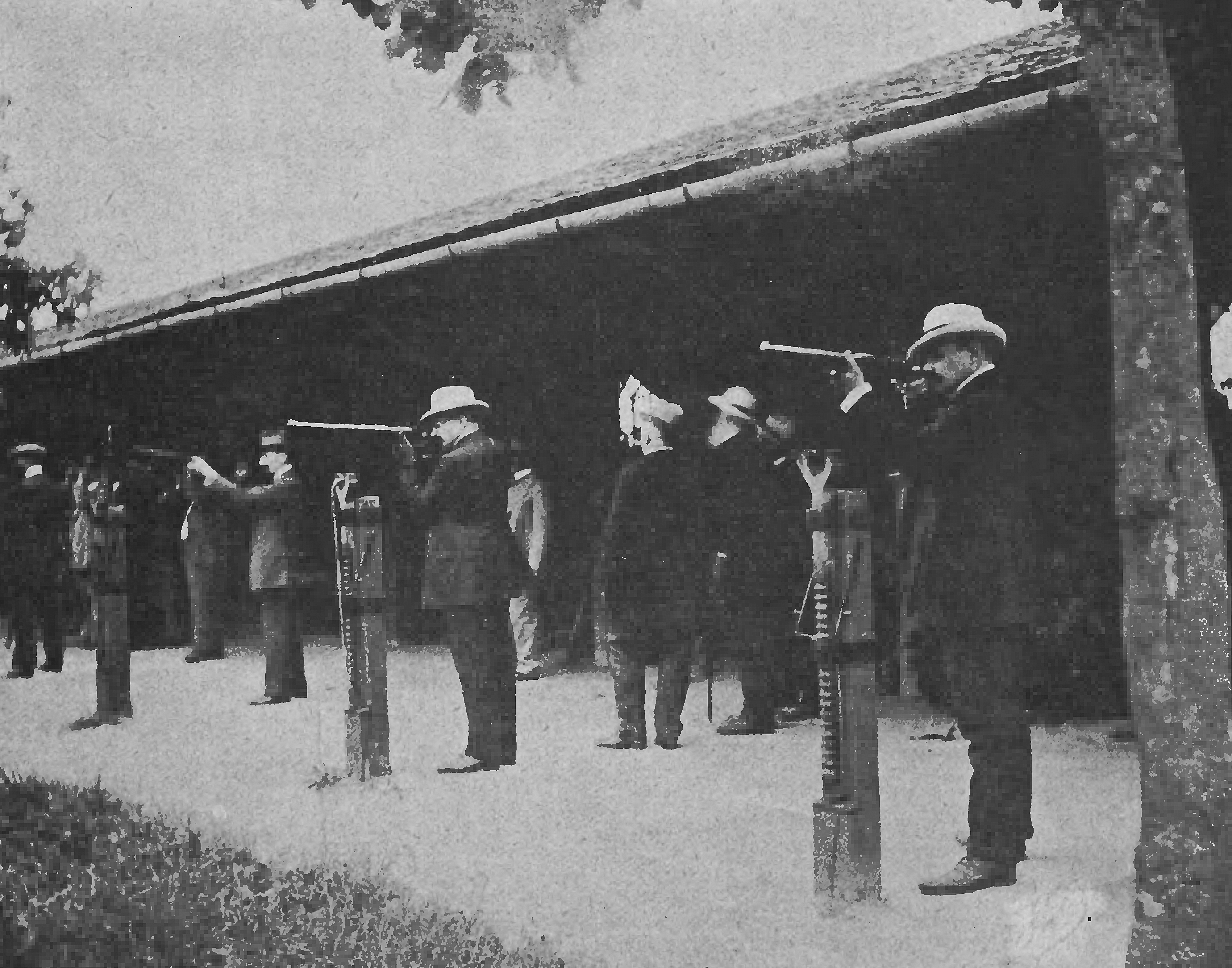
Popisowe strzelanie na Kurtumówce podczas zjazdu łowieckiego we Lwowie (1909)

Galicyjskie Towarzystwo Łowieckie – stowarzyszenie działające w Galicji.
Zostało założone w 1878 i miało siedzibę we Lwowie. Celem działania Towarzystwa było podniesienie łowiectwa i stanu zwierzyny w kraju. Towarzystwem zarządzał wydział wybierany co trzy lata i składający się z prezesa, dwóch wiceprezesów, 12 członków i 6 zastępców członków. Do 1914 prezesem wydziału był hrabia Stanisław Stadnicki. Organem prasowym Towarzystwa był dwutygodnik „Łowiec”.
Do Towarzystwa należeli: 
- członkowie honorowi: arcyksiążę Karol Stefan, Karol Albrecht, hrabia Roman Potocki, namiestnik Witold Korytowski, książę Andrzej Lubomirski, Tadeusz Czarkowski-Golejewski,
- członkowie zwyczajni,
- delegaci[1].